# Joakim Sten
Leif Joakim Sten, född Åslund Sten 31 maj 1983 i Njurunda församling, Sundsvall, är en svensk dramatiker.

## Dramatik
- Ansvaret är vårt/Tingsten
- Den offentliga människan – En middag med Harry Schein
- Du ska veta mitt värde
- Krilon – En föreställning om det möjliga, efter Krilon av Eyvind Johnson
- Norrtullsligan, efter Norrtullsligan av Elin Wägner
- Sherlock Holmes – Det vita hjärtat
- Gustav Vasa av August Strindberg, efter Gustav Vasa av August Strindberg
- Tidens larm, efter Tidens larm av Julian Barnes